# Sam Spade

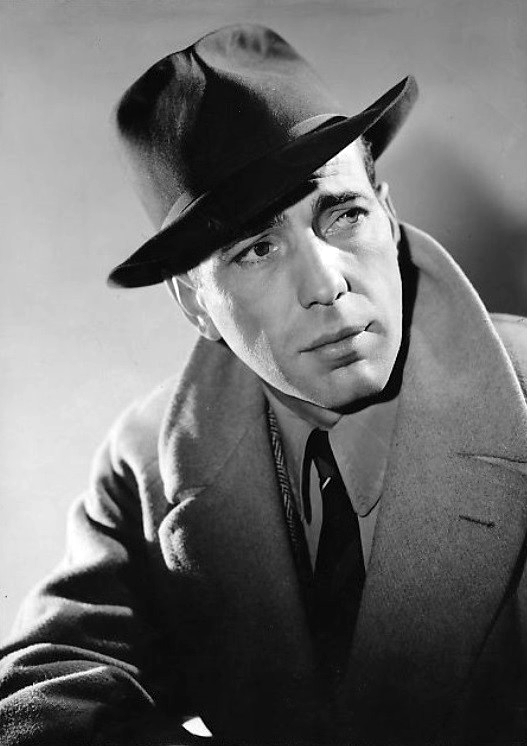
Humphrey Bogart personificando a Sam Spade en la adaptación cinematográfica de El halcón maltés.

Sam Spade es un detective ficticio creado por el escritor estadounidense Dashiell Hammett. Detective inflexible, irónico y duro, fue llevado a la pantalla en las distintas adaptaciones de la novela El halcón maltés, de las cuales la más famosa es la homónima realizada en 1941 por John Huston, con Humphrey Bogart en el papel de Spade.

## Obras donde aparece

### Novelas
Se han escrito las siguientes novelas sobre Sam Spade:
- "Demasiados han vivido"
- "Solo pueden colgarte una vez"
- "Un tal Samuel Spade"
- "El halcón maltés"
- "Spade and Archer"

### Películas
- El halcón maltés (película de 1941), dirigida por John Huston y protagonizada por Humphrey Bogart como Sam Spade.